# Josefa Prokopa synové

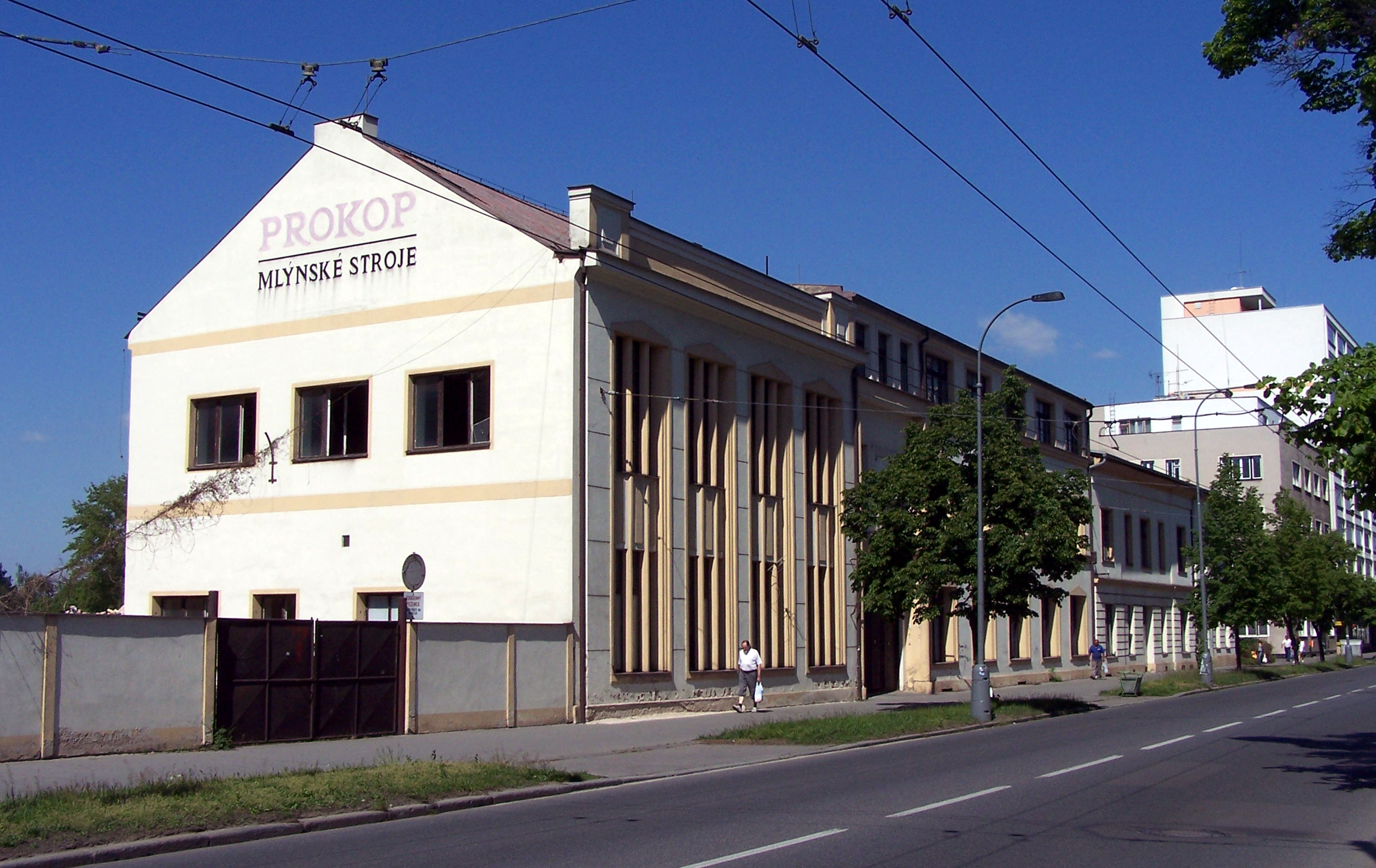
Budova Prokopky na pardubické Palackého třídě

Josefa Prokopa synové či též Prokopka byla pardubická továrna na mlýnské stroje společnosti Josefa Prokopa synové, vybudovaná na dnešní Palackého třídě v letech 1869–1870. Na počátku 20. století šlo o jeden z největších podniků ve svém oboru ve střední Evropě. Po druhé světové válce byla společnost znárodněna na základě Benešových dekretů (tedy jako strategicky významný podnik s počtem zaměstnanců přesahujícím hranici čtyři sta). Firma byla přejmenována na národní podnik Továrny mlýnských strojů. Samotný areál na Palackého třídě byl od 90. let opuštěný a v roce 2010 začala jeho postupná demolice. Společnost Josefa Prokopa synové stále funguje pod názvem PROKOP INVEST, a.s.

## Historie
Počátky společnosti sahají do roku 1864, kdy nymburský hodinář Josef Prokop (do Pardubic se přiženil) založil na místě dnešního Východočeského divadla výrobu razítek a vinět. Nedlouho poté Prokop svou firmu přeorientoval na výrobu zemědělských strojů, kterou roku 1870 přesunul na dnešní Palackého třídu. Společnost vyráběla například secí stroje, brány a žentoury převážně vlastní konstrukce.
Po smrti Josefa Prokopa v únoru 1880 na dalších čtrnáct let převzala vedení podniku vdova Františka Prokopová. Pod jejím vedením se společnost specializovala na výrobu mlýnských strojů (stala se též dominantním výrobcem Francisových turbín) a od roku 1890 byla schopna vyrábět zařízení celých mlýnů. V roce 1890 zaměstnávala firma již 600 dělníků a stala se největší svého druhu v celé rakousko-uherské monarchii. Roku 1894 do vedení podniku vstoupili Prokopovi synové Jaroslav a Josef. Když se Josef roku 1905 stal jediným ředitelem podniku, přestavěl celý areál továrny a zmodernizoval ho podle amerických vzorů. Výkon podniku se znásobil a Prokopka běžně vyvážela do Francie, Německa, Skandinávie či Velké Británie.

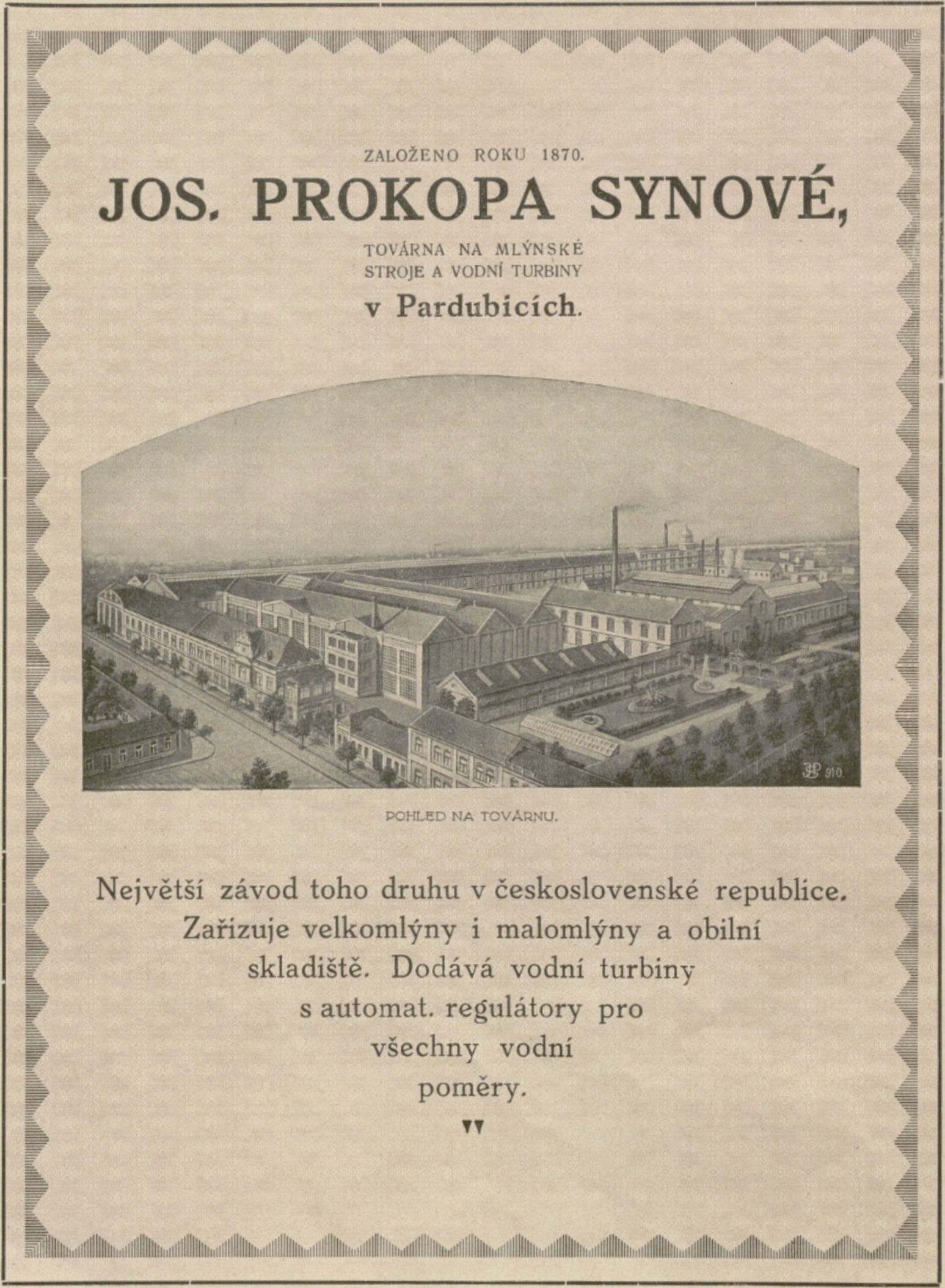
Reklama firmy z roku 1924

Po vzniku Československa se společnost stala největší továrnou na vybavení mlýnů ve střední Evropě. Založila rovněž řadu poboček po celé republice. Jako firemní značku používala pouze označení Prokop. Po smrti Josefa Prokopa v roce 1933 přešlo vlastnictví firmy na jeho syna Josefa, dceru Marii a zetě Richarda Frieda, nedlouho poté ale přišla druhá světová válka, nucené přeorientování společnosti na zbrojní výrobu. V roce 1944 byla továrna poškozena pumami svrženými při náletu na nedalekou chemičku.
Po válce se do společnosti vrátili původní majitelé, na sklonku roku 1945 na ni jako na strategický podnik byla uvalena národní správa a název se změnil na Prokop, n. p. Pardubice, od roku 1946 Továrny mlýnských strojů (majitelé odešli do USA). Původní výrobní náplň si společnost udržovala po celou dobu komunistického režimu. V roce 1957 přitom areál na Palackého třídě vážně poškodil velký požár. V roce 1962 byla zahájena výstavba nového závodu v Černé za Bory, přičemž výroba v původním areálu v centru města zůstala zachována.

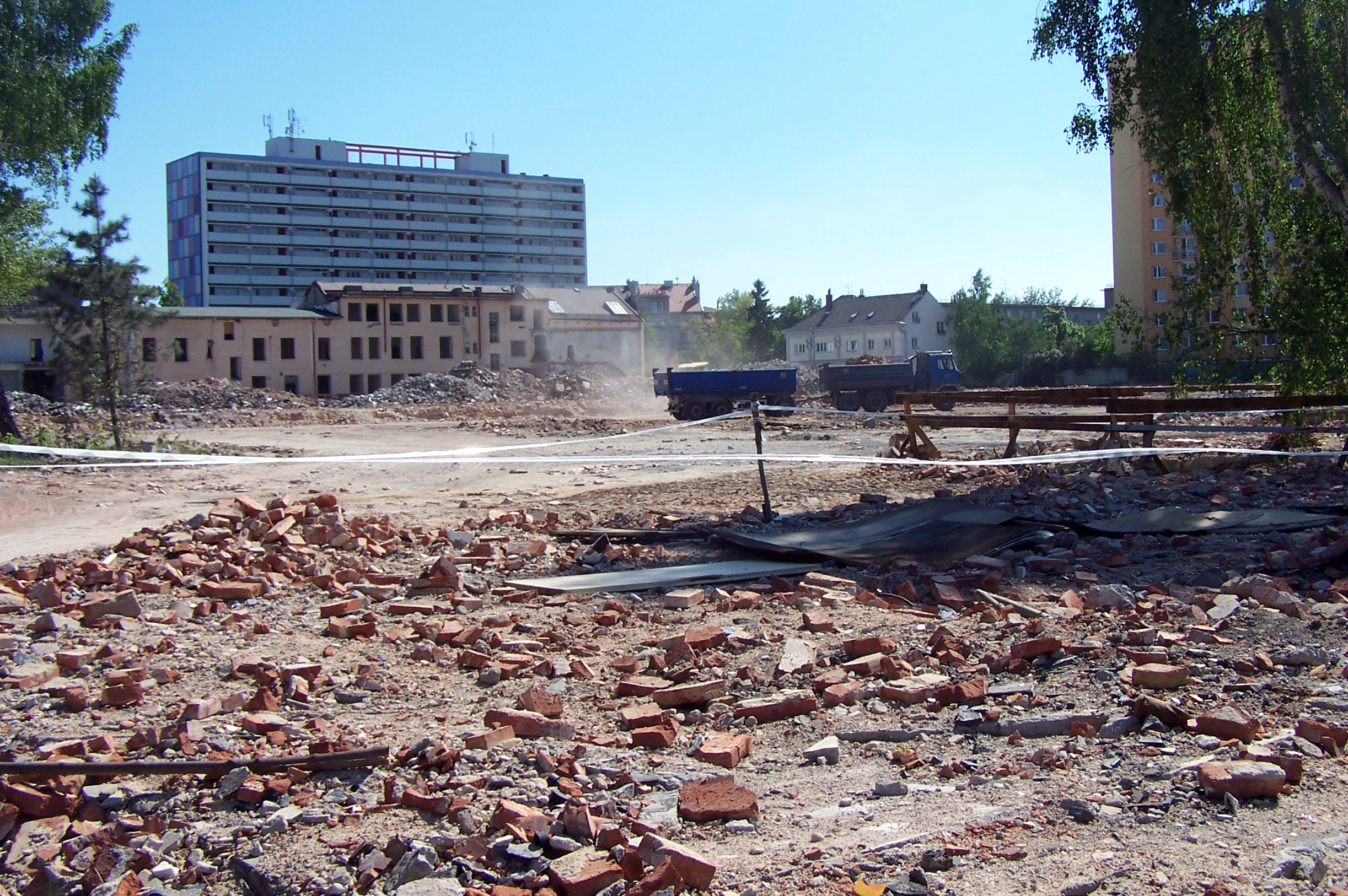
Demolice původního areálu továrny

Po roce 1989 byla firma rozdělena na dva samostatné podniky - Továrny mlýnských strojů a.s. v Černé za Bory a Prokop – mlýnské stroje spol. s r. o. v Palackého ulici. Zatímco první část brzy zanikla, druhá se roku 1999 změnila v akciovou společnost PROKOP (od roku 2002 PROKOP INVEST, a.s.) a ve výrobě stále pokračuje. Výrobu ale přesunula do Černé za Bory, zatímco původní tovární areál na Palackého třídě byl dlouhá léta opuštěný a v roce 2007 byl poškozen rozsáhlým požárem. V letech 2010 a 2011 nechal objekty zdemolovat vlastník, developerská společnost CPI Group, která zde plánuje novou výstavbu. V roce 2015 byly oznámeny budovatelské záměry: výstavba rezidenčních domů a parkové úpravy. Případná realizace je podmíněna změnou územního plánu.